# Conophytum mirabile
Conophytum mirabile là một loài thực vật có hoa trong họ Phiên hạnh. Loài này được A.R.Mitch. & S.A.Hammer mô tả khoa học đầu tiên năm 2002 publ. 2001.